# Казакин, Исаак Владимирович
Исаак Владимирович Казакин — советский хозяйственный, государственный и политический деятель.

## Биография
Родился в 1905 году в Лисичанске. Член КПСС с 1941 года.
С 1929 года — на хозяйственной, общественной и политической работе. В 1929—1946 гг. — инженер-строитель железных дорог, заместитель начальника строительства города Комсомольска-на-Амуре, управляющий трестом «Промгражданстрой» московского Метростроя, начальник
строительства ряда железных дорог, руководитель возведения оборонительных сооружений на подступах к Москве, начальник строительства Большой Московской окружной железной дороги, заместитель начальника Центрального управления Министерства путей сообщения, руководитель работ по восстановлению и строительству железных дорог, начальник главка Министерства транспортного строительства СССР, директор института «Оргтрансстрой».
Умер в Москве в 1972 году.